# Férfi 4 × 100 méteres gyorsúszás a 2011. évi nyári európai ifjúsági olimpiai fesztiválon
A Trabzonban rendezett 2011. évi nyári európai ifjúsági olimpiai fesztiválon az úszó versenyszámok közül a férfi 4 × 100 méteres gyorsúszást  július 25-én rendezték.

## Előfutamok
Az összesített eredmények alapján a legjobb időeredménnyel rendelkező 8 csapat jutott a döntőbe.
| H   | F | Nemzet             | Versenyzők                                                                              | E                               | Mj |
| --- | - | ------------------ | --------------------------------------------------------------------------------------- | ------------------------------- | -- |
| 1.  | 1 | Egyesült Királyság | Oliver Leonard Karl Morgan Matthew Watkinson Matthew Johnson                            | 3:31.14 52.86 52.34 53.29 52.65 | Q  |
| 2.  | 1 | Oroszország        | Igor Bespalov Victor Zakharov Evgeny Lomtev Semen Makovich                              | 3:31.72 52.81 52.42 53.82 52.67 | Q  |
| 3.  | 1 | Dánia              | Morten Hansen Tobias Gjerloff Lasse Nielsen Daniel Andersen                             | 3:32.03 52.56 54.15 53.74 51.58 | Q  |
| 4.  | 3 | Spanyolország      | Marc Calzada Pedro Malpartida Jaume Jimenez Arnau Rovira                                | 3:33.37 53.12 52.46 54.42 53.37 | Q  |
| 5.  | 3 | Ukrajna            | Illia Teslenko Vladyslav Bukaranov Maksym Krypak Bogdan Kazakov                         | 3:33.67 53.81 54.72 52.65 52.49 | Q  |
| 6.  | 3 | Törökország        | Husnu Burak Kartal Engin Yildirim Oguz Aslanoglu Kaan Turker Ayar                       | 3:33.72 53.95 54.13 53.12 52.52 | Q  |
| 7.  | 2 | Olaszország        | Francesco Giordano Davide Casarin Giuseppe Ronci Andrea Mitchel D'arrigo                | 3:33.95 52.34 53.61 54.66 53.34 | Q  |
| 8.  | 3 | Svédország         | Johannes Skagius Axel Pettersson Adam Paulsson Adam Ackerstierna                        | 3:34.10 54.44 52.69 52.99 53.98 | Q  |
| 9.  | 2 | Németország        | Andreas Michael Jansen Pascal Daniel Winter Oliver Hofmann Carl Louis Schwarz           | 3:35.77 53.64 53.31 54.88 53.94 |    |
| 10. | 2 | Lengyelország      | Lukasz Daniel Bielecki Dominik Macie Ciezkowski Pawel Jan Furtek Jan Krzysztof Holub    | 3:35.79 54.42 54.38 53.55 53.44 |    |
| 11. | 1 | Belgium            | Matthias Lembrechts Dieter Ruijten Lorenz Weiremans Timothy Deolet                      | 3:36.11 54.27 54.90 53.35 53.59 |    |
| 12. | 3 | Horvátország       | Lovre Soric Marijan Goricki Josip Mahic Mate Cuvalo                                     | 3:36.91 53.95 53.65 55.01 54.30 |    |
| 13. | 3 | Finnország         | Wiljam Rautiainen Tony Eriksson Tapio Junninen Tuomas Pokkinen                          | 3:36.92 54.33 54.24 54.90 53.45 |    |
| 14. | 2 | Litvánia           | Povilas Strazdas Jevgenij Rogozin Deividas Margevicius Danas Rapsys                     | 3:37.27 53.25 54.86 53.93 55.23 |    |
| 15. | 2 | Görögország        | Fotios Mylonas Apostolos Tavlaridis Panagiotis Bachtalias Evangelos Tsirapidis          | 3:38.01 54.20 54.48 55.30 54.03 |    |
| 16. | 1 | Svájc              | Alexandre Haldemann Alain Bernardeschi Patrik Schwarzenbach Fabio Ciccone               | 3:38.41 52.94 55.56 54.90 55.01 |    |
| 17. | 2 | Románia            | George Raul Albu Andrei Razvan Gradinaru Giani Cristian Comboeanu Mihai Alin Lomnoseanu | 3:38.63 53.93 54.97 55.35 54.38 |    |
| 18. | 3 | Írország           | Brian O'sullivan Sean O'brien Luke Fitzgibbon David O'sullivan                          | 3:38.72 52.92 55.48 55.29 55.03 |    |
| 19. | 1 | Ausztria           | Sascha Subarsky Stefan Wurzer Markus Ambros Dominik Unger                               | 3:39.28 55.24 55.45 55.87 52.72 |    |
| 20. | 3 | Szlovákia          | Juraj Klatik Milan Cebak Nikolaj Toth Holicky Tibor                                     | 3:42.67 54.64 54.81 57.64 55.58 |    |
| 21. | 2 | Észtország         | Andri Aedma Martin Allikvee Arkadi Kalinovski Roman Dmitritsenko                        | 3:48.23 55.56 58.02 57.32 57.33 |    |

## Döntő
| H     | Név                | Nemzet                                                                   | E                               | Mj |
| ----- | ------------------ | ------------------------------------------------------------------------ | ------------------------------- | -- |
| Arany | Oroszország        | Igor Bespalov Victor Zakharov Semen Makovich Evgeny Sedov                | 3:28.71 52.32 52.13 52.33 51.93 |    |
| Ezüst | Egyesült Királyság | Oliver Leonard Karl Morgan Matthew Watkinson Matthew Johnson             | 3:29.03 52.95 51.72 51.98 52.38 |    |
| Bronz | Olaszország        | Francesco Giordano Davide Casarin Giuseppe Ronci Andrea Mitchel D'arrigo | 3:31.11 52.18 52.97 54.36 51.60 |    |
| 4     | Ukrajna            | Illia Teslenko Maksym Krypak Vladyslav Bukaranov Bogdan Kazakov          | 3:31.71 53.16 53.85 52.28 52.42 |    |
| 5     | Törökország        | Husnu Burak Kartal Oguz Aslanoglu Engin Yildirim Kaan Turker Ayar        | 3:32.26 53.40 52.68 53.93 52.25 |    |
| 6     | Spanyolország      | Marc Calzada Pedro Malpartida Arnau Rovira Jaume Jimenez                 | 3:33.72 53.10 52.77 53.61 54.24 |    |
| 7     | Svédország         | Johannes Skagius Axel Pettersson Adam Paulsson Adam Ackerstierna         | 3:34.84 54.48 53.03 53.75 53.58 |    |
| 8     | Dánia              | Morten Hansen Lasse Nielsen Laust Moesgaard Tobias Gjerloff              | 3:35.82 52.79 53.88 55.62 53.53 |    |